# Prix Caine
Pour les articles homonymes, voir Caine.
Le Prix Caine pour l'écriture africaine (anglais : Caine Prize for African Writing) est un prix littéraire décerné depuis 2000 chaque année pour la meilleure nouvelle en langue anglaise publiée en Afrique ou ailleurs par un écrivain africain.

## Récipiendaires
| Année | Pays           | Auteur                               | Œuvre                                      |
| ----- | -------------- | ------------------------------------ | ------------------------------------------ |
| 2000  | Soudan         | Leila Aboulela                       | The Museum                                 |
| 2001  | Nigeria        | Helon Habila (en)                    | Love Poems                                 |
| 2002  | Kenya          | Binyavanga Wainaina                  | Discovering Home                           |
| 2003  | Kenya          | Yvonne Adhiambo Owuor                | Weight of Whispers                         |
| 2004  | Zimbabwe       | Brian Chikwava (en)                  | Seventh Street Alchemy                     |
| 2005  | Nigeria        | S. A. Afolabi (en)                   | Monday Morning                             |
| 2006  | Afrique du Sud | Mary Watson                          | Jungfrau                                   |
| 2007  | Ouganda        | Monica Arac de Nyeko                 | Jambula Tree                               |
| 2008  | Afrique du Sud | Henrietta Rose-Innes                 | Poison                                     |
| 2009  | Nigeria        | E. C. Osondu (en)                    | Waiting                                    |
| 2010  | Sierra Leone   | Olufemi Terry (en)                   | Stickfighting Days                         |
| 2011  | Zimbabwe       | NoViolet Bulawayo                    | Hitting Budapest                           |
| 2012  | Nigeria        | Rotimi Babatunde                     | Bombay’s Republic                          |
| 2013  | Nigeria        | Tope Folarin (en)                    | Miracle                                    |
| 2014  | Kenya          | Okwiri Oduor                         | My Father's Head                           |
| 2015  | Zambie         | Namwali Serpell                      | The Sack                                   |
| 2016  | Afrique du Sud | Lidudumalingani Mqombothi (en)       | Memories We Lost                           |
| 2017  | Soudan         | Bushra Elfadil (en)                  | The Story of the Girl Whose Bird Flew Away |
| 2018  | Kenya          | Makena Onjerika                      | Fanta Blackcurrant,.                       |
| 2019  | Nigeria        | Lesley Nneka Arimah (en)             | Skinned                                    |
| 2020  | Nigeria        | Irenosen Okojie                      | Grace Jones                                |
| 2021  | Éthiopie       | Meron Hadero                         | The Street Sweep                           |
| 2022  | Kenya          | Idza Luhumyo                         | Five Years Next Sunday                     |
| 2023  | Sénégal        | Mame Bougouma Diene and Woppa Diallo | A Soul of Small Places                     |
| 2024  | Afrique du Sud | Nadia Davids                         | Bridling                                   |

## Impact
Au Kenya, le succès d'auteurs africains est encouragé par l'association Kwani ?, fondée par Binyavanga Wainaina grâce au montant du prix obtenu en 2002.